# Temi transgender nell'antica Grecia

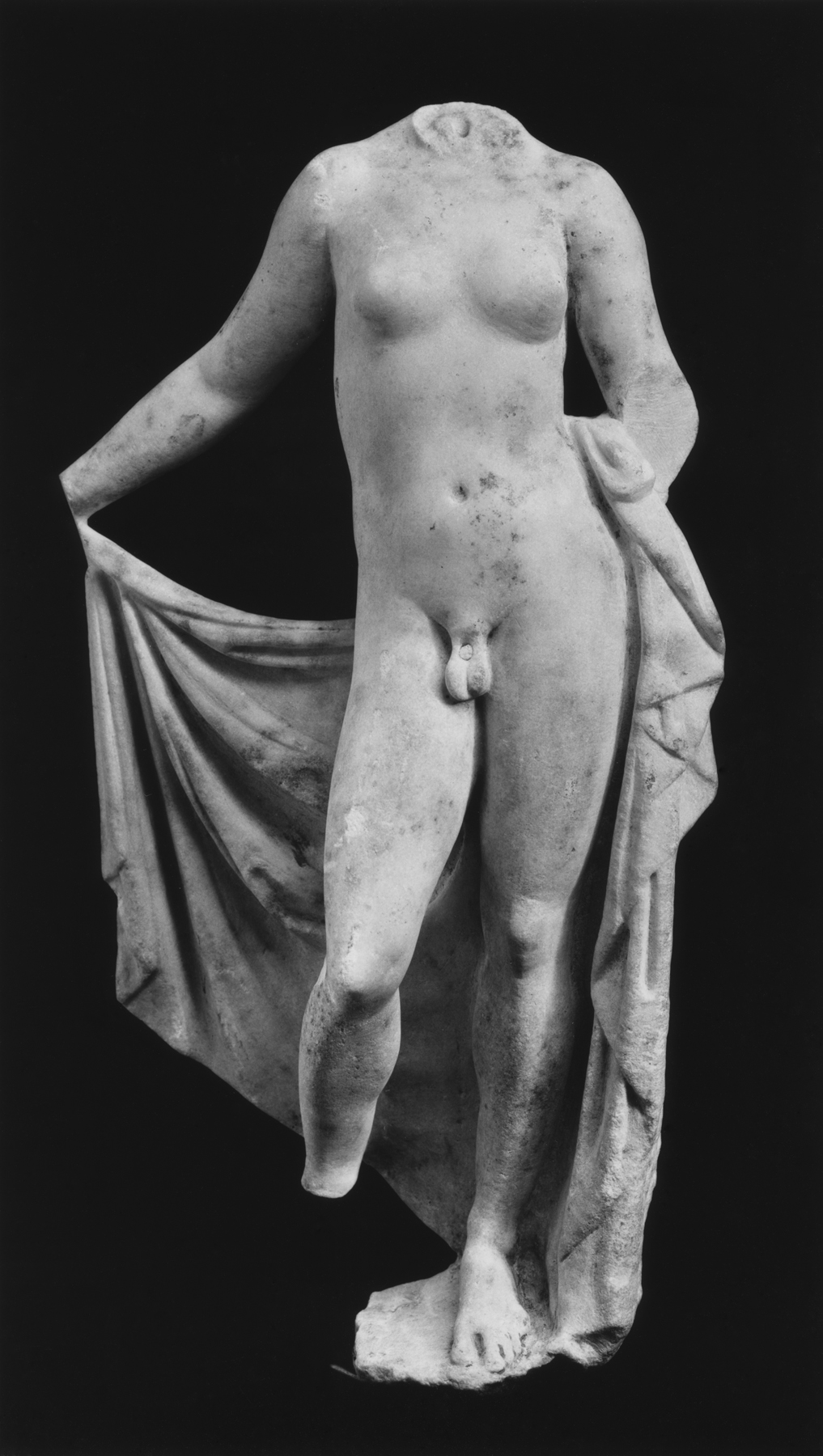
Ermafrodito, con attributi sia maschili che femminili: raffigurato con il seno, genitali maschili e un corpo voluttuoso. Le piccole dimensioni di questo esempio indica che è stato prodotto come oggetto decorativo o per un santuario domestico.

I temi transgender sono presenti nella società e nella religione greca in forme diverse: intersessualità, travestitismo e androginia o transessualismo (quest'ultimo nel campo specifico della mitologia greca).
A differenza di altre antiche civiltà, come ad esempio quella indiana, il mondo dell'antica Grecia non ha conosciuto nella sua realtà effettiva un terzo genere sessuale, in quanto i bambini intersessuali venivano generalmente abbandonati alla nascita. I greci inoltre non praticavano la castrazione, considerata esser un grave crimine; apprezzavano comunque gli schiavi eunuchi provenienti dall'Oriente (dall'impero persiano in particolare) i quali rappresentavano dei "prodotti di lusso" che venivano importati dall'estero.
In relazioni a certi culti, anche tra i più arcaici, o a spettacoli del teatro greco, poteva anche essere praticato il travestitismo rituale; esso riveste ad esempio un ruolo particolarmente importante nelle cerimonie associate a Dioniso, per certi versi un vero e proprio "dio dei travestiti" . Ma è soprattutto nelle classiche storie mitologiche che troviamo la più ampia varietà di fenomeni che i ricercatori nell'ambito degli studi queer oggi equiparano al fenomeno del transgenderismo.
Molte tra le antiche figure di eroe sono ben note per aver cambiato, temporaneamente o definitivamente, identità di genere lungo il corso della loro esistenza, quando non di esser divenuti degli autentici transessuali. Alcune di queste storie sono collegate con una maledizione, come quella riguardante Tiresia, ma altre invece si riferiscono ad una ricompensa (la vicenda di Cenis); certi personaggi hanno caratteristiche di entrambi i sessi, questo è il caso di Ermafrodito, mentre altri sono più semplicemente androgini od hanno abitudini, comportamenti e/o modi di fare che tendono ad avvicinarli all'altro genere (ciò concerne le Amazzoni).
Infine, alcune divinità ed eroi hanno praticato, anche ripetutamente, il travestitismo; sono i casi riguardanti Ercole e l'episodio giovanile di Achille a Sciro: ma anche la grande dea della saggezza Atena spesso e volentieri preferisce apparire ai suoi protetti in sembianze maschili (innanzi tutto nell'Odissea).

## Società

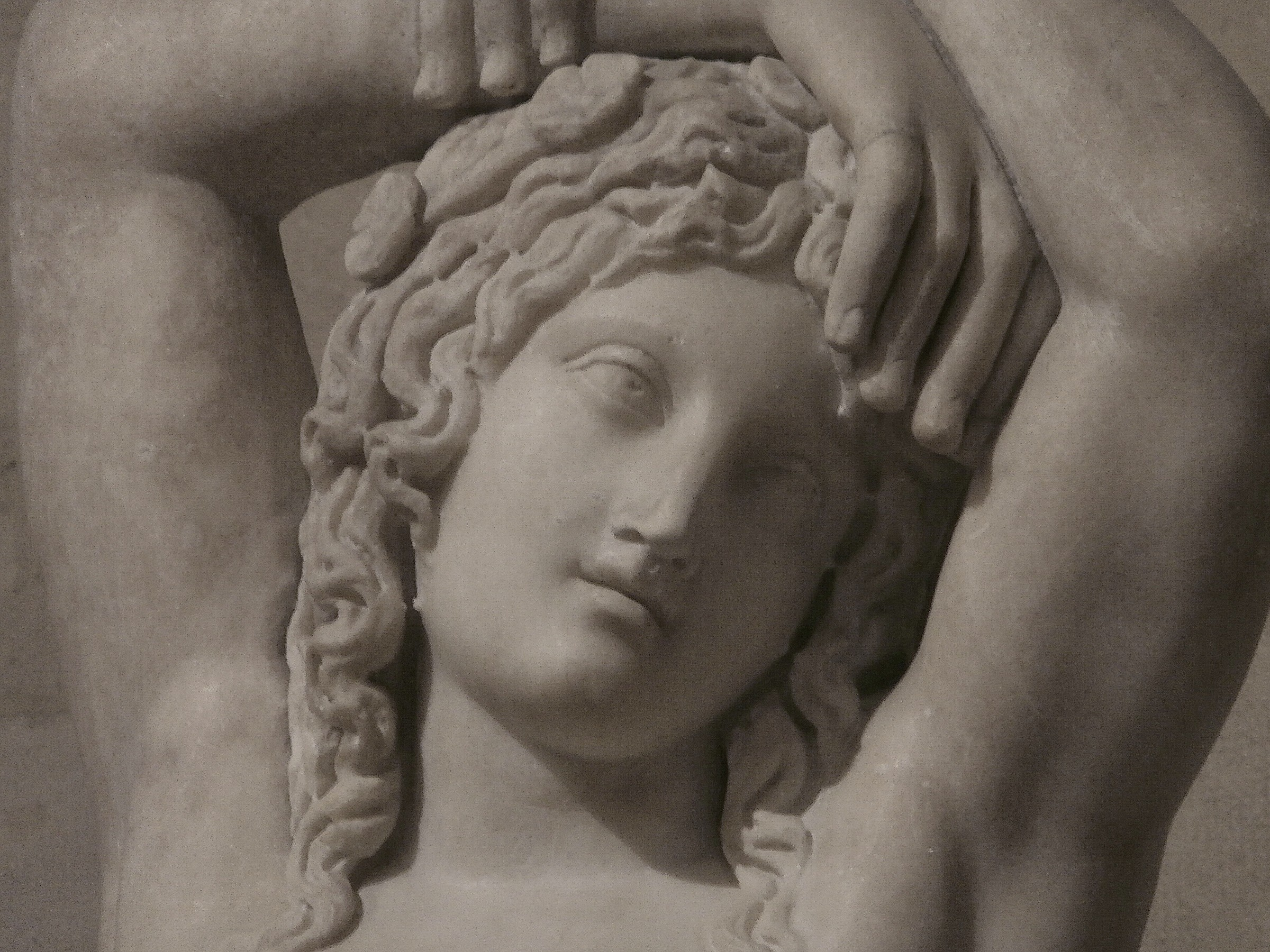
L'"Ermafrodito Mazarin" o "Narcisse" o il "Génie du repos Eternel", conservato al museo del Louvre.

### Ermafroditi ed eunuchi
Considerando tutte le malformazioni e i difetti del corpo fisico come segni infausti e maledizioni, solitamente gli antichi greci praticavano l'infanticidio nei confronti di neonati che potevano presentare caratteri inerenti all'intersessualità, oppure venivano esposti (abbandonati e lasciati morire): a differenza del mondo indiano il quale sin dall'antichità ha ammesso l'esistenza di un "terzo genere sessuale" con gli Hijra, i Greci non hanno mai conosciuto alcun fenomeno paragonabile all'interno della loro società. Tuttavia il mito dell'Androgino narrato da Aristofane nel Simposio di Platone viene a suggerire l'idea che l'umanità primordiale fosse distinguibile da ben tre generi (maschile, femminile e misto); un tale tipo di narrazione quindi circolava anche nel mondo della Grecia classica.

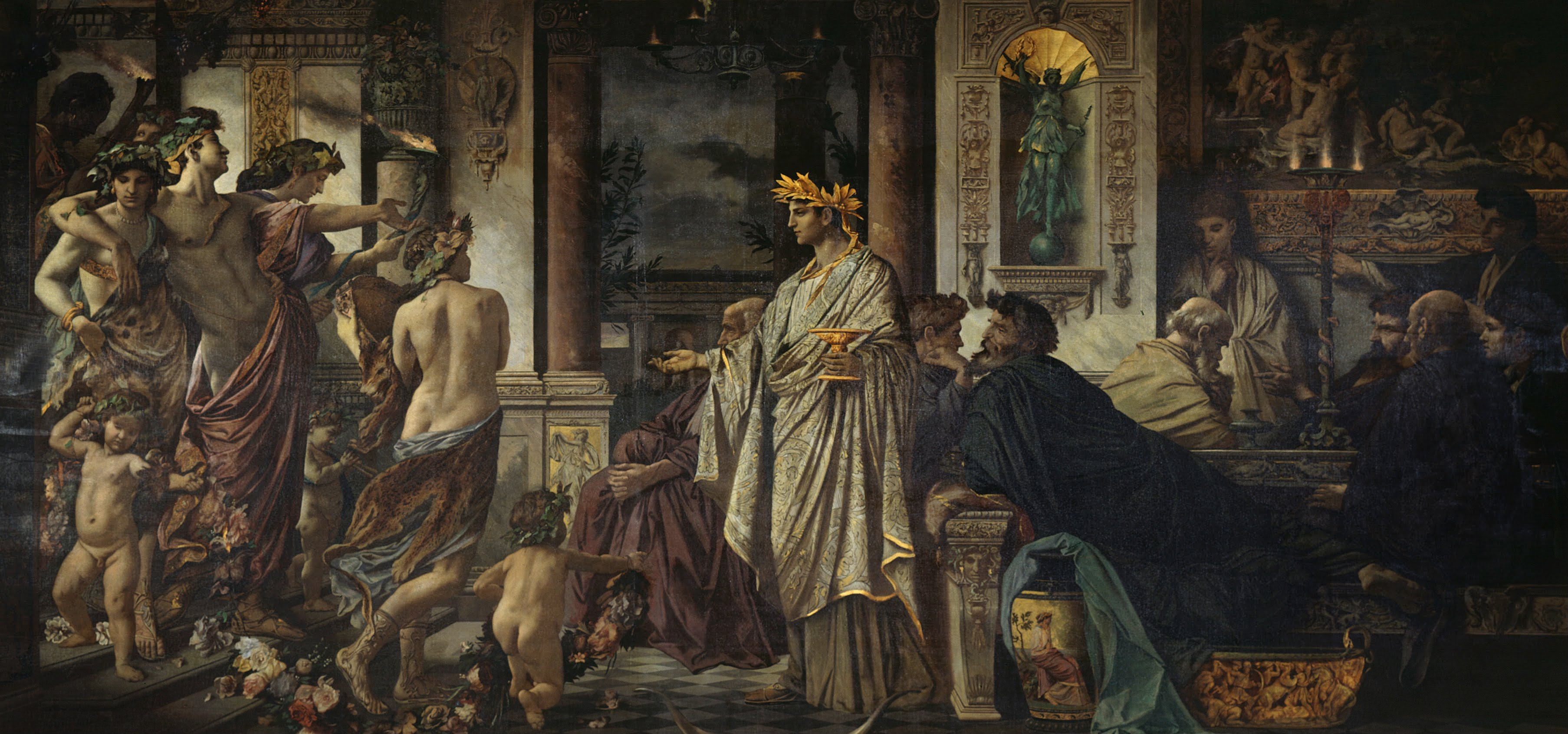
L'arrivo di Alcibiade al Simposio (dialogo) di Platone (1871-4), di Anselm Feuerbach. Il racconto ivi narrato sta all'origine del mito dell'Androgino.

I Greci, come detto, disprezzavano sommamente la pratica orientale dell'evirazione sui maschi appena entrati nella pubertà, usavano anzi punirne i colpevoli alla stregua di coloro che si erano macchiati di violenza sessuale e adulterio; Erodoto nelle sue Storie cita il caso del tiranno Periandro di Corinto, che avrebbe fatto castrare non meno di 800 giovani appartenenti all'aristocrazia di Corcira col solo intento di umiliarli in una maniera estrema. Accettavano però d'importare giovani schiavi eunuchi dall'estero, chiamati ektomias: venivano a costituire difatti dei "beni di lusso" atti ad ampliare le fantasie dei più ricchi; Erodoto spiega anche che la città di Sardi in Lidia era il centro commerciale principale di questo tipo di schiavi per i mercati delle varie polis situate nel continente.

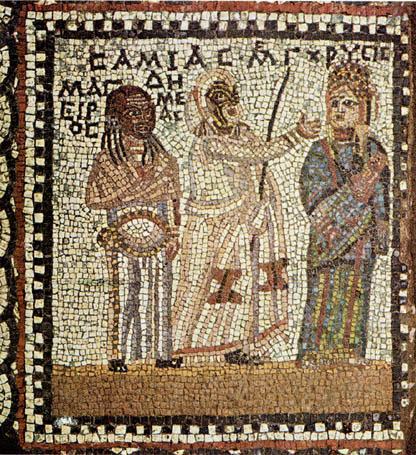
Illustrazione di una scena della commedia di Menandro La donna di Samo, pannello a mosaico dalla sala da pranzo della "Casa di Menandro" a Mitilene, III-IV secolo d.C. Uno degli attori è vestito da donna

### Travestitismo
Partecipare ad atti teatrali era rigorosamente vietato alle donne, cosicché tutti gli attori dell'antichità praticavano abitualmente il travestitismo.
La pratica del crossdressing era una consuetudine in occasione della festa di Cotyttia che si svolgeva nell'antica Atene; durante le celebrazioni gli uomini si vestivano come le donne per dare il via alle danze: ma anche durante la festività di Hysteria ad Argo in onore della divinità dell'amore uomini e donne si dovevano scambiare gli abiti. I travestiti sono infine parte importante dell'Ekdusia a Festo.

## Religione

### Mitologia
La mitologia greca contiene molte storie che parlano di divinità, eroi o anche solo personaggi umani, che oggi possiamo tranquillamente definire travestiti, intersessuali o transessuali: il mito è un racconto il quale solitamente contiene aspetti simbolici e che ha la caratteristica di avere una storia che risulta di eccezionale interesse per la comunità, in quanto spiega importanti aspetti della vita sociale attraverso la narrazione della vicenda accaduta per la prima volta nei tempi più arcaici.
Uno dei miti più popolari su un personaggio transgender è quello di Ermafrodito. Figlio di Ermes e Afrodite, eredita alla nascita dai divini genitori un'eccezionale bellezza; un giorno, bagnandosi in un laghetto della Caria, l'oramai adolescente attira però l'attenzione di una ninfa (mitologia) di nome Salmace. Innamoratasi fulmineamente del meraviglioso fanciullo cerca di sedurlo ma, vedutasi rifiutare con sdegno, ella con l'inganno riesce ad abbracciarlo e così - mentre se lo tiene con la forza stretto a sé - prega con tutte le forze gli dèi perché gli concedano di poter rimanere unita con lui per sempre.
Gli Olimpi acconsentono, la richiesta viene accolta: i due corpi si fondono dando origine così ad un nuovo essere, per metà con caratteri sessuali maschili e per l'altra metà con caratteri sessuali femminili (perfetto esempio di ermafroditismo). Così trasformato Ermafrodito rivolge anch'egli una preghiera: che ogni uomo che in futuro si facesse il bagno in quello stesso specchio l'acqua diventasse un effeminato e acquisisse i caratteri sessuali secondari femminili. Venne a rappresentare col tempo uno dei soggetti preferiti dell'arte ellenistica e dell'arte romana; le sue immagini venivano collocate nelle palestre, alle terme e nei teatri, ma anche in casa.

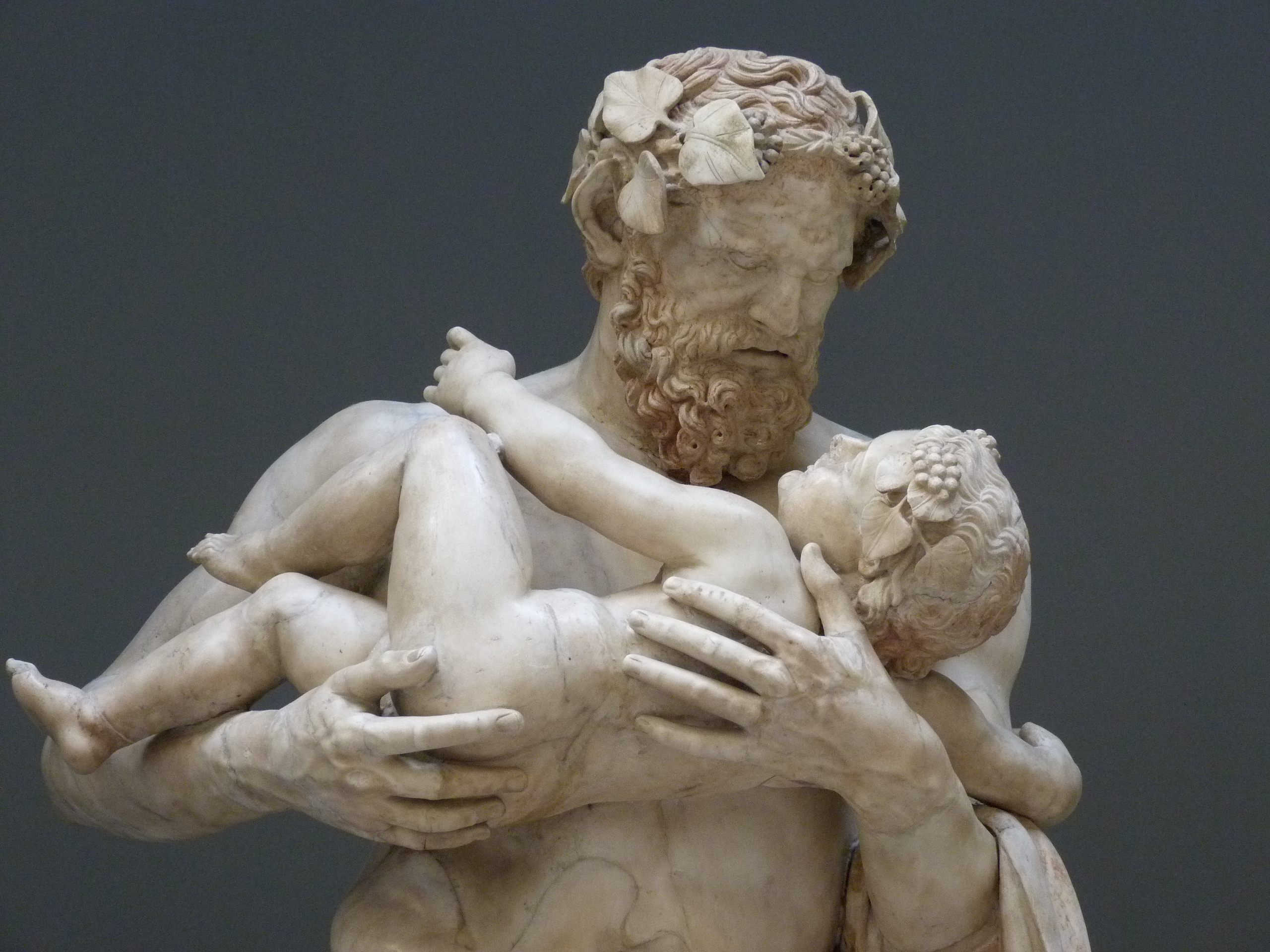
Sileno che porta in braccio Dioniso bambino.

Diverse tra le storie che vedono protagonista Dioniso, il dio dell'ebbrezza, del vino e della follia, della tragedia e del teatro (ma anche "dio delle donne"), lo vedono assumere caratteristiche da intermediario tra la mascolinità e la femminilità. A cominciare dalla sua gestazione avvenuta all'interno della coscia di Zeus, viene in seguito abbigliato come una ragazza dai suoi genitori adottivi i quali cercano in questa maniera di proteggerlo dall'ira di Era (mitologia); anche da adulto si è trovato ad incarnare più volte i ruoli femminili.

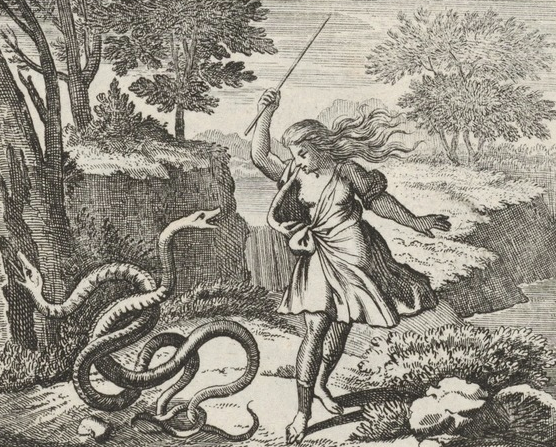
La giovane Tiresia separa nuovamente i serpenti e viene ritrasformato in un uomo.

Un altro famoso mito descrive la vicenda del mortale Tiresia: dopo aver separato con un bastone due serpenti intenti all'accoppiamento (zoologia), viene trasformato come punizione in una donna, ed in questo stato vive per i seguenti sette anni. Dopo aver trascorso il tempo assegnatogli in un corpo femminile, tuttavia, riesce a ritrovare il proprio stato originale ripetendo il medesimo gesto che lo aveva fatto trasformare.
La sua doppia esperienza di vita, sia in un corpo da maschio che in uno da femmina, gli permette in seguito di decidere chi avesse ragione tra Zeus e la consorte Era; tra le due divinità si era difatti innestato un dibattito su chi, tra uomo o donna, sentisse il maggior piacere sessuale durante l'unione intima. Anche se la sua trasformazione in donna era apparsa come una punizione, senza un attimo di esitazione Tiresia afferma che le femmine provano un godimento sessuale sette volte maggiore di quello provato dai maschi.
Il mito di Tiresia è molto simile a quello della principessa Cenis, figlia del re dei Lapiti Elatos; dopo avers subito violenza sessuale da parte del dio Poseidone a cui lei si era sempre rifiutata, riesce infine a trasformarsi - come compensazione per la verginità perduta per sempre - in un ragazzo: diventa così l'invincibile eroe Ceneus.

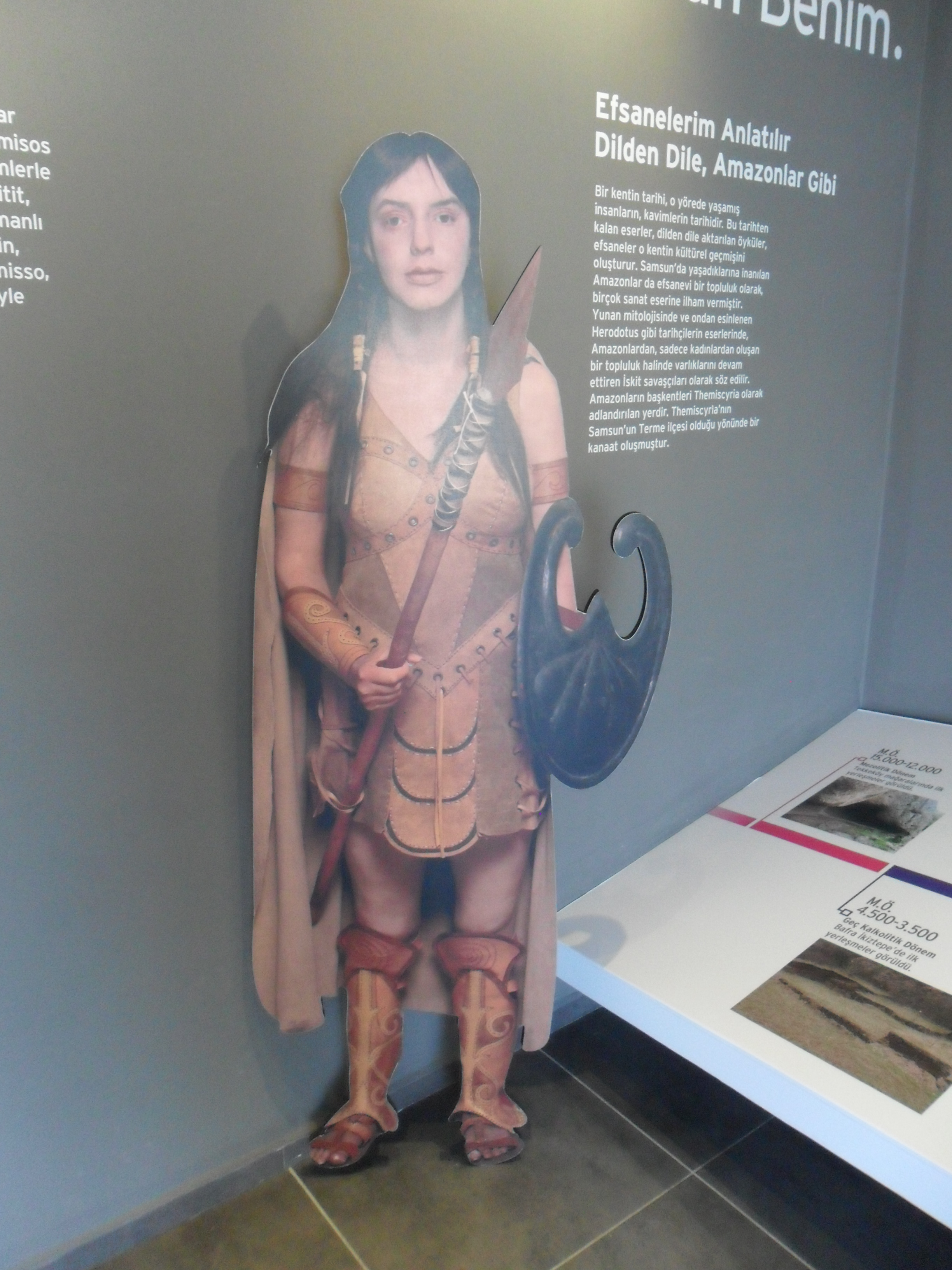
Rappresentazione di un'Amazzone.

Il mito delle Amazzoni getta le basi, col suo carattere altamente androgino, per una moderna icona gay della cultura lesbica: queste donne guerriere assai esperte nell'arte del combattimento, erano un popolo composto esclusivamente da donne, che rifiutavano con sprezzo la compagnia dagli uomini ed assumevano ruoli considerati maschili. Esperte eccezionali nell'arte della guerra, soprattutto nella loro qualità di arciere a cavallo, non esitavano ad amputarsi il seno destro per poter avere una migliore mobilità nel tiro con l'arco ed accentuano al contempo il proprio carattere virile.
Gli uomini venivano da loro temporaneamente accolti solo come "oggetti da riproduzione": quando partorivano poi, i neonati maschi li lasciavano senza alcuna pietà morire - oppure li scaraventavano giù da un'altissima rupe - mentre le femmine erano accolte all'interno della loro comunità per essere allevate ed addestrate anch'esse come Amazzoni.

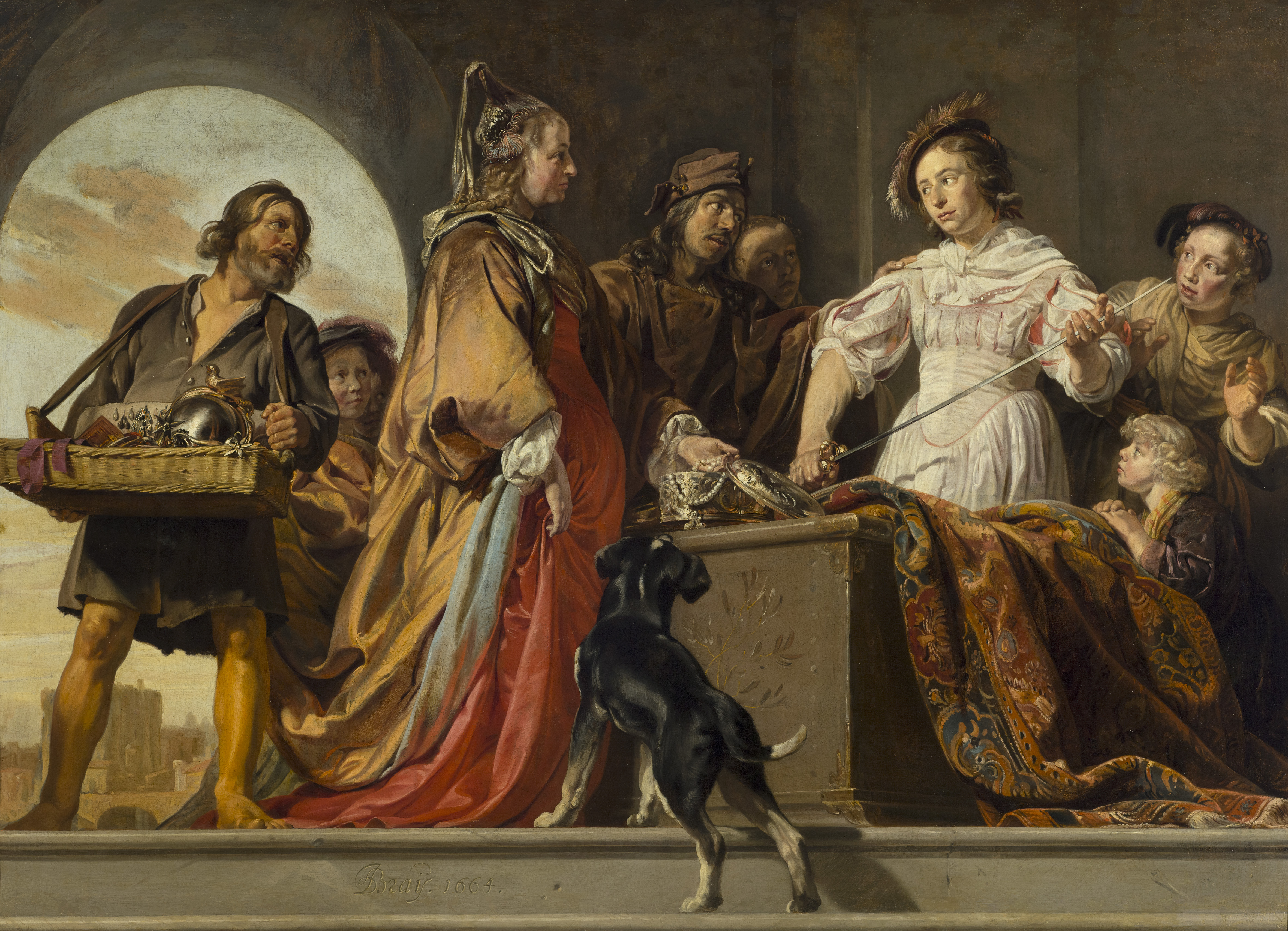
La scoperta di Achille tra le figlie di Licomede (1664), di Jan de Bray. Dall'episodio di Achille a Sciro.

Per concludere, diverse storie riguardano personaggi mitologici che praticano la parodia abbigliati in vesti muliebri (come le donne): tra tutti i già citati Ercole e Achille · .

### Culti particolari
Durante molte delle cerimonie dedicate a Dioniso, il travestitismo veniva spesso utilizzato come un fatto del tutto appropriato: sappiamo ad esempio che le donne partecipavano trasportando con sé grandi oggetti fallici posticci (ithiypalloi, vedi itifallico e simbolismo fallico).
In alcune aree un culto del tutto speciale veniva riservato alle divinità più tradizionali; nell'isola di Cipro vi era quindi un culto apposito dedicato ad una Afrodite barbuta o Afrodito.
Con lo sviluppo del culto misterico di Cibele a partire dal VI secolo a.C., una tipologia del tutto nuova di sacerdotessa appare nel mondo greco: chiamati Galli nell'antica Roma, le sacerdotesse della Dea erano nati maschi, ma avevano scelto di sottoporsi ad auto-castrazione e vivere da allora in poi un'identità femminile.

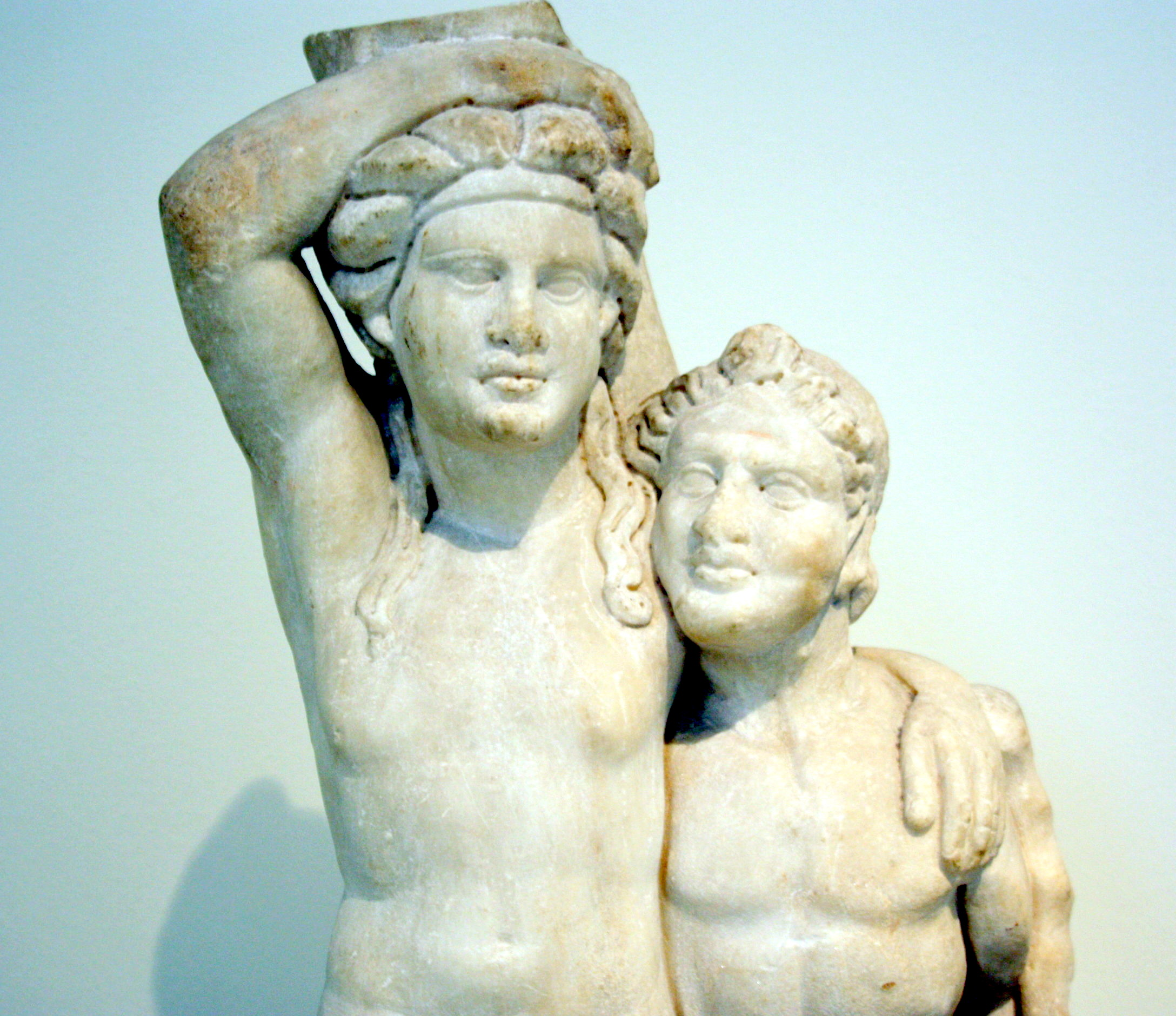
Dioniso e Satiro ubriachi ed abbracciati.

## Note

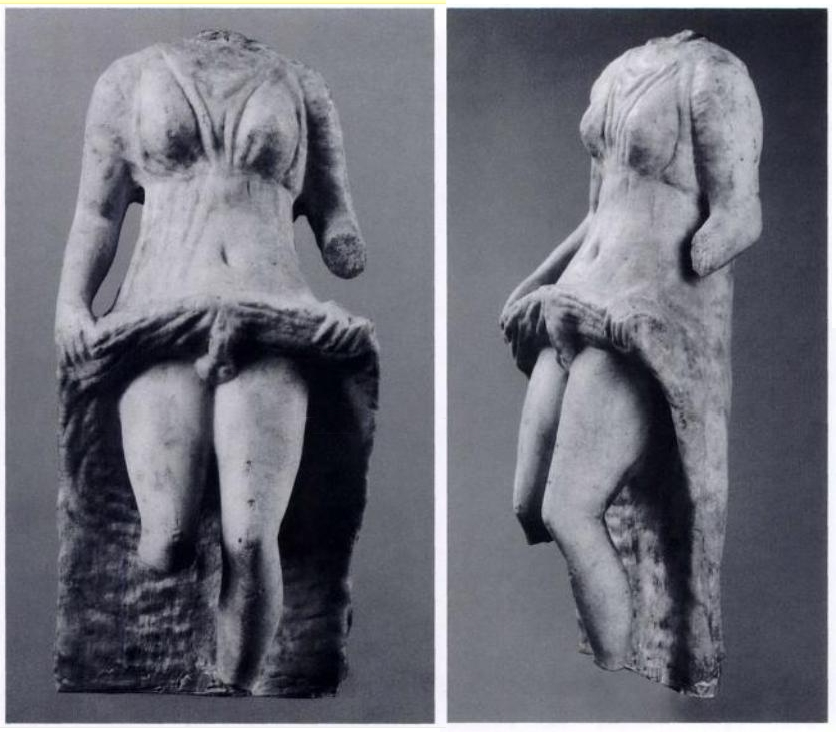
Statuetta ermafrodita proveniente da Erythrai in Asia Minore. Marmo bianco del tardo periodo ellenistico o della prima età imperiale.